# Alstätte

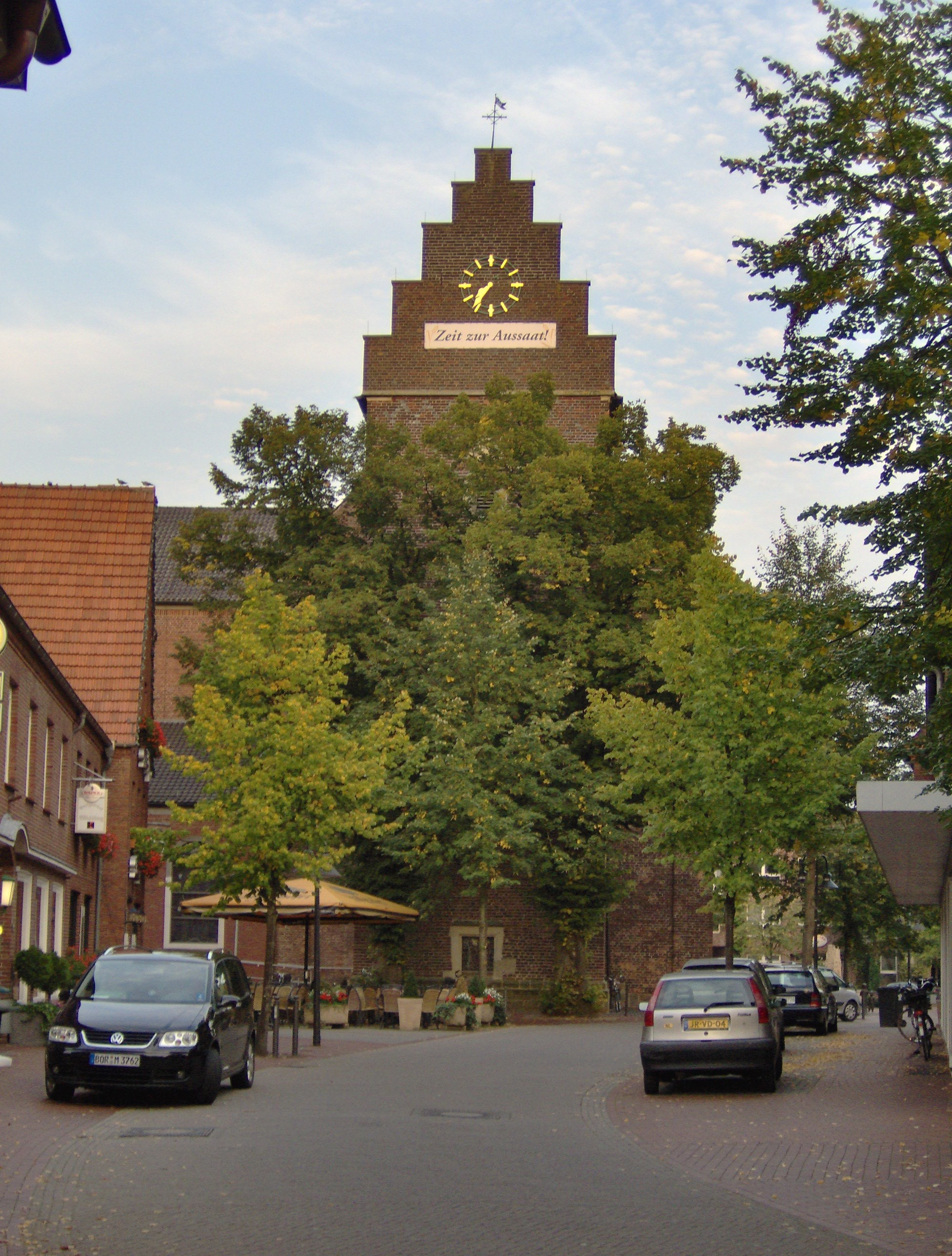
Die Kirchstraße mit der katholischen Kirche St. Mariä Himmelfahrt in Alstätte

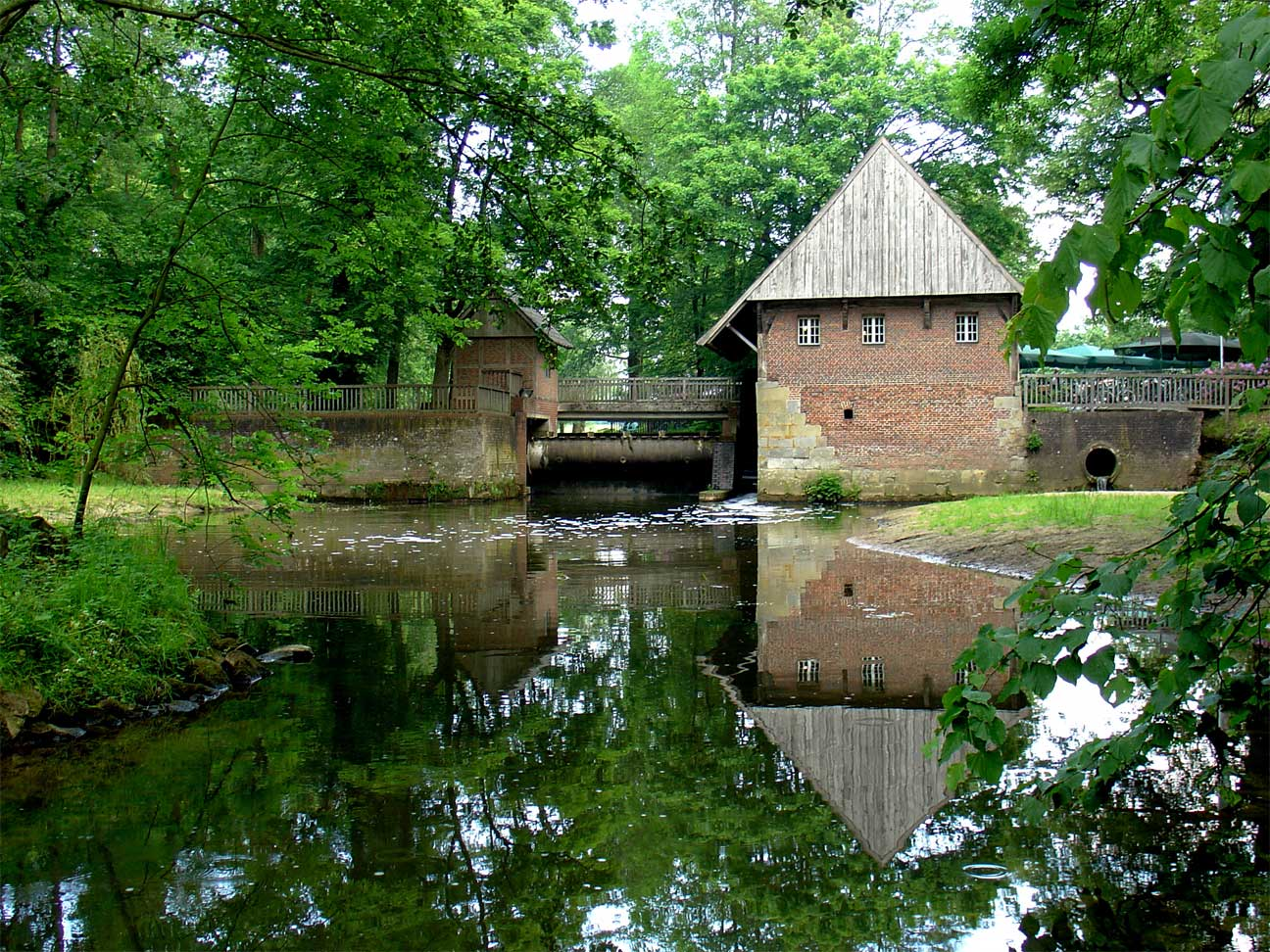
Haarmühle, Wassermühle an der Alstätter Aa

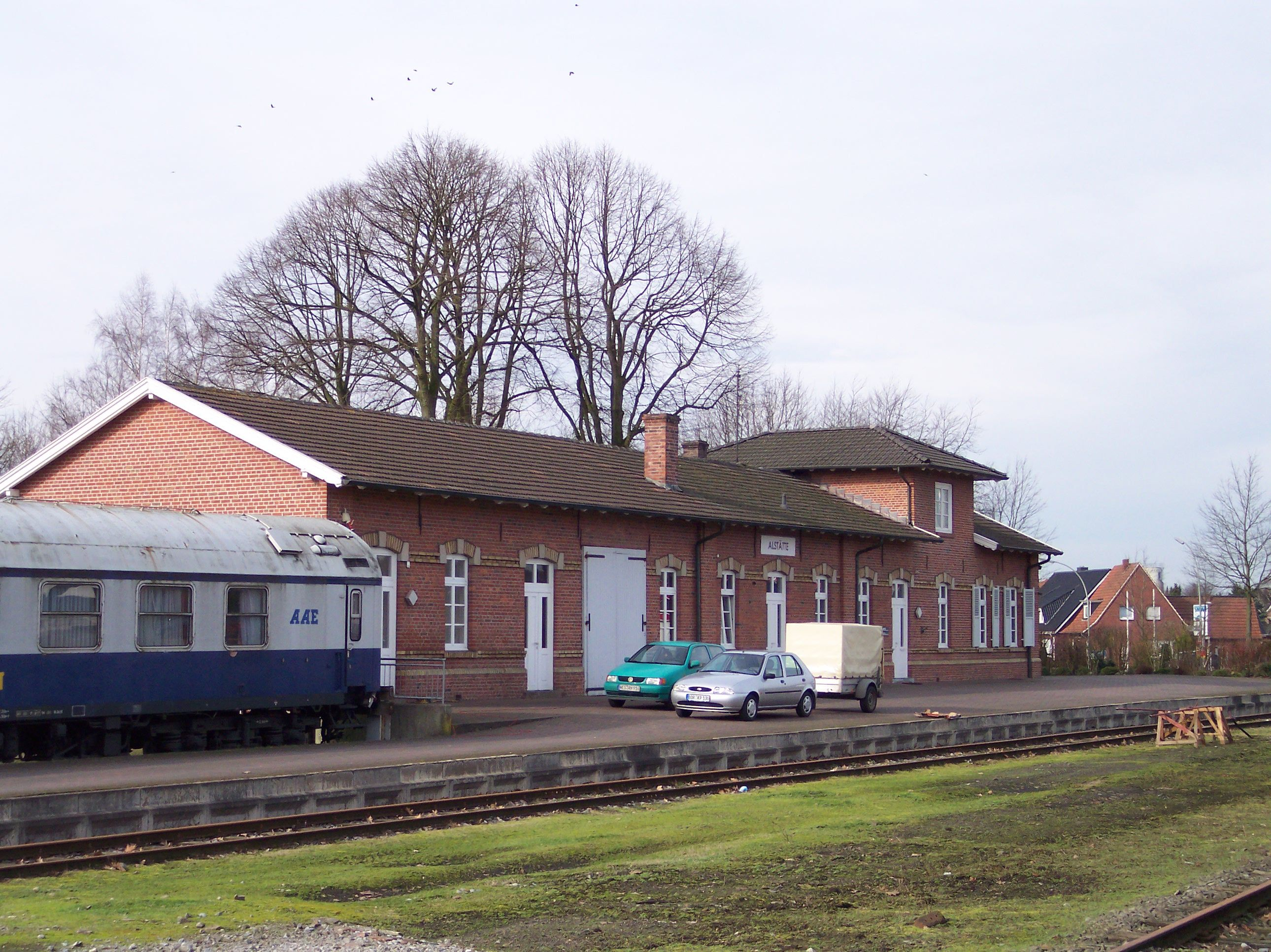
Alstätter Eisenbahn-Bahnhof

Alstätte ist ein Dorf in der Gemeinde Ahaus im westlichen Münsterland, im Kreis Borken, Regierungsbezirk Münster im Nordwesten von Nordrhein-Westfalen.

## Geographie
Alstätte liegt an der Alstätter Aa, einem Nebenfluss der niederländischen Ijssel, ungefähr zehn Kilometer nordwestlich von Ahaus direkt an der niederländischen Grenze. Alstätte umfasst außer dem Dorf selbst noch die sechs Bauerschaften Besslinghook, Brinkerhook, Alstätter Brook, Gerwinghook, Schmäinghook und Schwiepinghook.
Nachbarorte sind Lünten (Vreden), Ottenstein, Wessum, Graes (alle Ahaus) und Epe (Gronau), außerdem in den Niederlanden Enschede und Haaksbergen (mit seinem Ortsteil Buurse).

## Geschichte
Erstmals wurde die Ortschaft im Jahr 1151 als Alstede erwähnt; in einer Verkaufsurkunde vom 12. Juli 1297 wird erstmals die Pfarrei Alstätte genannt. Der Ortsname Alstätte wurde von Bernhard Frenker-Hackfort als Zusammensetzung aus altsächsisch alah „Heiligtum“ und stedi „Stätte, Ort“ und damit als möglicher Hinweis auf eine germanische Götterstätte gedeutet. Anfang des 20. Jahrhunderts wurden noch Hügelgräber erforscht und die Funde in Münster ausgestellt; diese gingen im Zweiten Weltkrieg verloren.
Das heute noch zu besichtigende und unter Denkmalschutz stehende Gebäude der Haarmühle an der niederländischen Grenze stammt aus dem Jahr 1619; ein Vorgängerbau ist erstmals 1331 urkundlich belegt. Bei einem Bombenangriff am 22. März 1945 wurden viele historische Gebäude zerstört. Nicht total zerstörte Gebäude, z. B. Bahnhof und Kirche (deren spätgotischer Turm aus dem 15. Jahrhundert stammt), wurden nach Kriegsende restauriert. Im Regierungsbezirk Münster erfolgte, basierend auf dem Münster/Hamm-Gesetz vom 9. Juli 1974, die kommunale Gebietsreform. Das Gesetz trat am 1. Januar 1975 in Kraft. Das Amt Wessum (mit den Gemeinden Alstätte, Dorf Ottenstein und Wessum) wurde aufgelöst und mit der Stadt Ahaus zusammengeschlossen. Alstätte wurde, trotz eines großen Widerstandes, ein Ortsteil der Stadt Ahaus, die gleichzeitig ihre Funktion als Kreissitz an die Stadt Borken verlor.

## Wirtschaft und Infrastruktur
Die Umgebung des Dorfes ist seit vielen Jahrhunderten landwirtschaftlich geprägt. Traditionell sind Handwerksbetriebe und landwirtschaftliche Betriebe vorhanden. Etwa ab 1890 wurden u. a. mit dem Aufkommen von zwei Ziegeleien, einer Molkerei, der Bäuerlichen Bezugs- und Absatzgenossenschaft neue Arbeitsplätze geschaffen. 1903 erhielt Alstätte einen Bahnanschluss: In diesem Jahr wurde die Eisenbahnlinie Ahaus-Enschede eröffnet. Die Bahnstrecke wurde 2008 zurückgebaut.
Um 1950 wurde in Alstätte die erste deutsche „Pommes frites“-Fabrik eröffnet und sicherte manchem Alstätter einen Arbeitsplatz und den Bauern der Umgebung einen sicheren Absatz ihrer Kartoffelernte. Es wurden auch Betriebe im Bauhaupt- und Baunebengewerbe gegründet, die nach dem Zweiten Weltkrieg beim Wiederaufbau und anschließend im Zeitalter des Wirtschaftswunders einen Boom erlebten. Ferner waren in den 1960er Jahren viele Alstätter Frauen in den Textilindustrie beschäftigt, entweder in den Textilwerken in Twente oder in den Werken in Gronau und Ahaus mit einem Alstätter Nebenwerk. Nach dem Niedergang der Textilindustrie konnte sich keine größere Industrie neu ansiedeln. Die verloren gegangenen Arbeitsplätze der Ziegeleien, der Textilindustrie, der Molkerei bzw. etlicher Bauunternehmen konnten durch Unternehmensneugründungen und durch Vergrößerungen vormals kleiner Familienbetriebe in mittelständische Unternehmen aufgefangen werden. Heutzutage wird das Dorf von verschiedenen Gewerbegebieten umgeben.
Während in der Ortslage Schmutz- und Regenwasserkanäle verlegt sind, werden die Abwässer aus den Bauerschaften überwiegend mittels einer Druckentwässerung entsorgt. Sämtliche Abwässer werden zur zentralen Kläranlage nach Ahaus gepumpt. Die Abfallbeseitigung ist ebenfalls flächendeckend gesichert. Es bestehen um Alstätte herum einige Deponien, von denen jetzt die letzte geschlossen wird. Auch die Bewohner in den Außenbereichen werden zu fast 100 % von der städtischen Wasserversorgung bedient.
Alstätte ist über eine Buslinie an den öffentlichen Nahverkehr angeschlossen: Im Stundentakt fahren Busse nach Ahaus, auch in den Ferienzeiten und an Sonn- und Feiertagen (nach telefonischer Bestellung).
Die örtliche Eigenversorgung ist durch Lebensmittelmärkte und sonstige Geschäfte gegeben. Durch Ausweisung neuer Bau- und Gewerbegebiete soll die Situation und geplante Entwicklung der Wirtschaftsstruktur als Lebens- und Einkommensgrundlage ausgebaut werden. Hierzu sind in diesen Gebieten z. B. Regenwasserklärbecken in Planung.
Solar- und Photovoltaikanlagen wurden von verschiedenen Besitzern auf ihren Gebäuden angebracht, ebenso auf dem Umkleidegebäude der Sportanlagen. Mehrere Landwirte betreiben Blockheizkraftwerke bzw. eine Windkraftanlage.

## Bildung
In Alstätte befinden sich drei Kindergärten (zwei kirchliche und ein städtischer) und eine Grundschule. Des Weiteren gibt es lokale Angebote vom katholischen Bildungswerk sowie von der VHS Ahaus. Gymnasien und Realschulen werden in Ahaus sowie in Gronau und Epe besucht. Zu allen weiterführenden Schulen (Gymnasien, Realschulen, Berufsschulen) in den Nachbarorten bestehen gute Busverbindungen.

## Persönlichkeiten
- Josef Thesing (* 1937), stellvertretender Generalsekretär der Konrad-Adenauer-Stiftung
- Ulrich Boom (* 1947), Weihbischof in Würzburg[5]
- Heinz Paus (* 1948), Bürgermeister von Paderborn
- Heinrich Rolfing (* 1958), Schauspieler
- Herbert Beckmann (* 1960), Schriftsteller
- Mani Beckmann (* 1965), Schriftsteller[6]